# Национальная академия государственного управления при президенте Украины
Национальная академия государственного управления при президенте Украины (НАГУ) (укр. Національна академія державного управління при президентові України (НАДУ)) — высшее учебное заведение Украины по подготовке, переподготовке и повышении квалификации государственных служащих и должностных лиц местного самоуправления.

## История
Академия основана 30 мая 1995 года Указом президента Украины на базе Высшей партийной школы при ЦК КП Украины, размещается в здании бывшей Высшей партийной школы. В 1992 году Высшая партийная школа была преобразована в Институт государственного управления Кабинета министров Украины.
Согласно этому Указу был также создан филиал академии в Днепропетровске. В сентябре этого же года филиалы основали во Львове, Одессе и Харькове. Эти четыре региональные представительства в 2001 году получили статус региональных институтов.
Указом президента Украины от 21 августа 2003 года за весомый вклад в развитие государственного управления и учитывая общегосударственное и международное признание результатов деятельности Академии был присвоен статус национальной.
Академия объединяет восемь институтов, 8 факультетов, 57 кафедр. В штате Академии — 187 докторов наук, профессоров и 437 кандидатов наук, доцентов. К учебному процессу привлекается около 170 специалистов в области государственного управления.